# Igunga (Distrikt)
Igunga ist ein Distrikt der Region Tabora in Tansania, sein Verwaltungszentrum liegt in der Stadt Igunga. Der Distrikt grenzt im Norden an die Region Shinyanga, im Osten an die Region Singida, im Süden an den Distrikt Uyui und im Westen an die Distrikte Nzega und Nzega (TC).

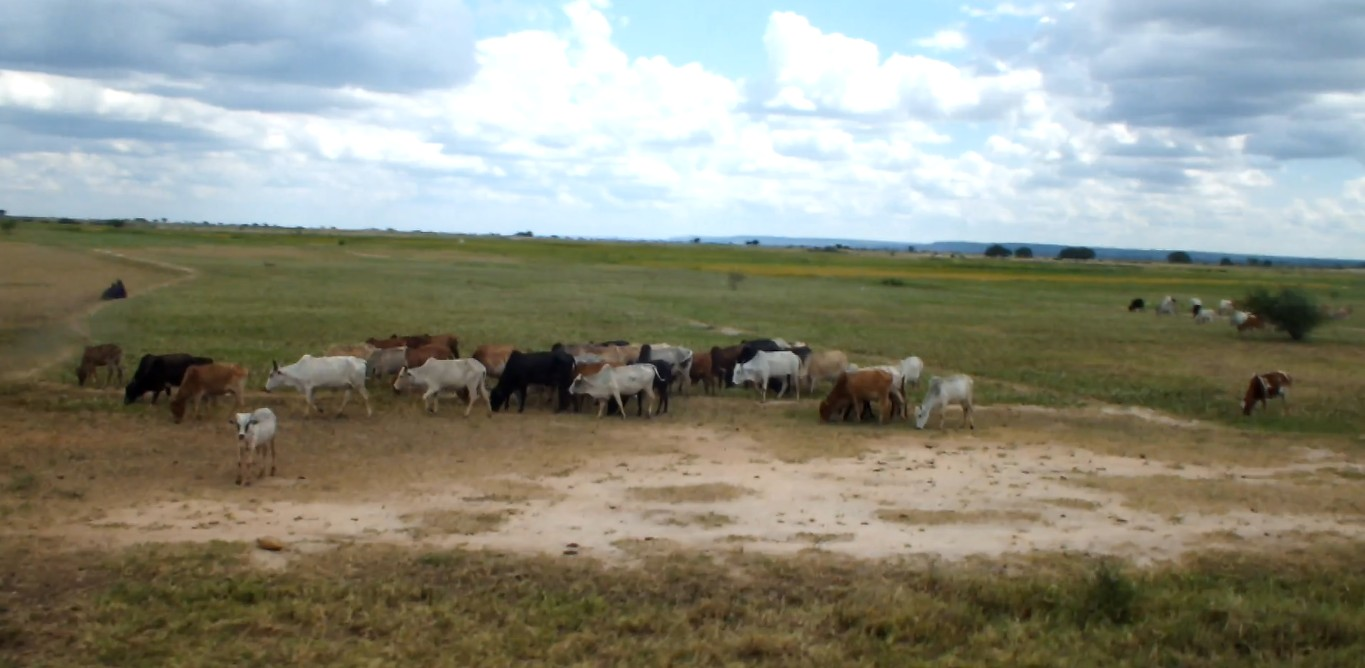
Rinderherde in der Savanne

## Geographie
Igunga hat eine Fläche von 6912 Quadratkilometer und 546.204 Einwohner (Volkszählung 2022). Der Distrikt liegt auf dem zentralen Hochplateau von Tansania in einer Höhe von 1000 bis 1200 Meter über dem Meer. Die Entwässerung erfolgt nach Osten in den abflusslosen See Kitangiri. Viele der Flüsse und Bäche sind temporär, der größte Fluss ist der Manonga, der zugleich die Nordgrenze bildet. Das Klima in Igunga ist ein lokales Steppenklima, BSh nach der effektiven Klimaklassifikation. Die Niederschläge sind gering, meist unter 1000 Millimeter im Jahr. Damit zählt das Land zu den trockensten Gebieten in Tansania. Am meisten regnet es in den Monaten Dezember bis April, die Trockenzeit von Juni bis September ist nahezu niederschlagslos. Die Jahresdurchschnittstemperatur liegt bei 23,5 Grad Celsius.

## Geschichte
Im Jahr 1975 wurde Igunga vom Distrikt Nzega abgetrennt und ist seither ein eigenständiger Distrikt.

## Verwaltungsgliederung
Der Distrikt besteht aus den vier Divisionen Igunga, Simbo, Manonga und Igurubi und aus insgesamt 35 Bezirken:
| Division | Fläche km2 | Anzahl Gemeinden |
| -------- | ---------- | ---------------- |
| Igunga   | 2484       | 9                |
| Igurubi  | 1410       | 7                |
| Manonga  | 1439       | 11               |
| Simbo    | 1579       | 8                |
| Summe    | 6912       | 35               |

Bezirke:
- Bukolo
- Chabutwa
- Chomachankola
- Iborogelo
- Igoweko
- Igunga
- Igurubi
- Isakamaliwa
- Itumba
- Itunduru
- Kining'inila
- Kinungu
- Kitangili
- Lugubu
- Mbutu
- Mtunguru
- Mwamakona
- Mwamala
- Mwamashiga
- Mwamashimba
- Mwashikumbili
- Mwisi
- Nanga
- Ndembezi
- Ngulu
- Nguvumoja
- Nkinga
- Ntobo
- Nyandekwa
- Simbo
- Sungwizi
- Tambalale
- Ugaka
- Uswaya
- Ziba

| Die Einwohnerzahl stieg von 203.367 im Jahr 1988 auf 324.094 im Jahr 2002 und weiter auf 399.727 im Jahr 2012. Das bedeutet, dass das jährliche Wachstum von 3,3 auf 2,1 Prozent zurückging. Fast die Hälfte der Über-Fünfjährigen sprach Swahili, fünf Prozent sprachen Swahili und Englisch, fast die Hälfte waren Analphabeten (Stand 2012). Bevölkerungswachstum: \| Volkszählung \| Einwohner \| \| ------------ \| --------- \| \| 1988 \| 203.367 \| \| 2002 \| 324.094 \| \| 2012 \| 399.727 \| \| 2022 \| 546.204 \| | Die zur Anzeige dieser Grafik verwendete Erweiterung wurde dauerhaft deaktiviert. Wir arbeiten aktuell daran, diese und weitere betroffene Grafiken auf ein neues Format umzustellen. (Mehr dazu) |
| Volkszählung | Einwohner |
| 1988 | 203.367 |
| 2002 | 324.094 |
| 2012 | 399.727 |
| 2022 | 546.204 |

- Bildung: Für die Bildung der Jugend stehen 137 Grundschulen und 33 weiterführende Schulen zur Verfügung (Stand 2019).[9]
- Gesundheit: Im Distrikt gibt es zwei Krankenhäuser, fünf Gesundheitszentren und 59 Apotheken. Von den Krankenhäusern ist eines staatlich und das zweite in Nkinga ist ein Privatkrankenhaus.[10]

| - Landwirtschaft: Drei Viertel des Nationalproduktes kommen von der Landwirtschaft, sie beschäftigt 95 Prozent der Landbevölkerung. Für den Eigenbedarf werden Mais, Reis, Maniok, Süßkartoffeln, Hirse und Hülsenfrüchte angebaut. Für den Verkauf bestimmt sind Baumwolle, Sonnenblumen, Nüsse, Sesam, Maniok und Cashewnüsse. Von den 62.000 Haushalten halten 35.000 Nutztiere, im ländlichen Bereich ist der Anteil über 95 Prozent. Die am häufigsten gehaltenen Tiere sind Rinder, Geflügel und Ziegen (Stand 2012). - Bergbau: In Mwashiku wird Gold in kleinem Umfang abgebaut. - Straßen: Quer durch den Distrikt verläuft die Nationalstraße T3, die Singida im Osten mit Nzega im Westen verbindet und weiter nach Ruanda führt. | Die zur Anzeige dieser Grafik verwendete Erweiterung wurde dauerhaft deaktiviert. Wir arbeiten aktuell daran, diese und weitere betroffene Grafiken auf ein neues Format umzustellen. (Mehr dazu) |

## Wirtschaft und Infrastruktur

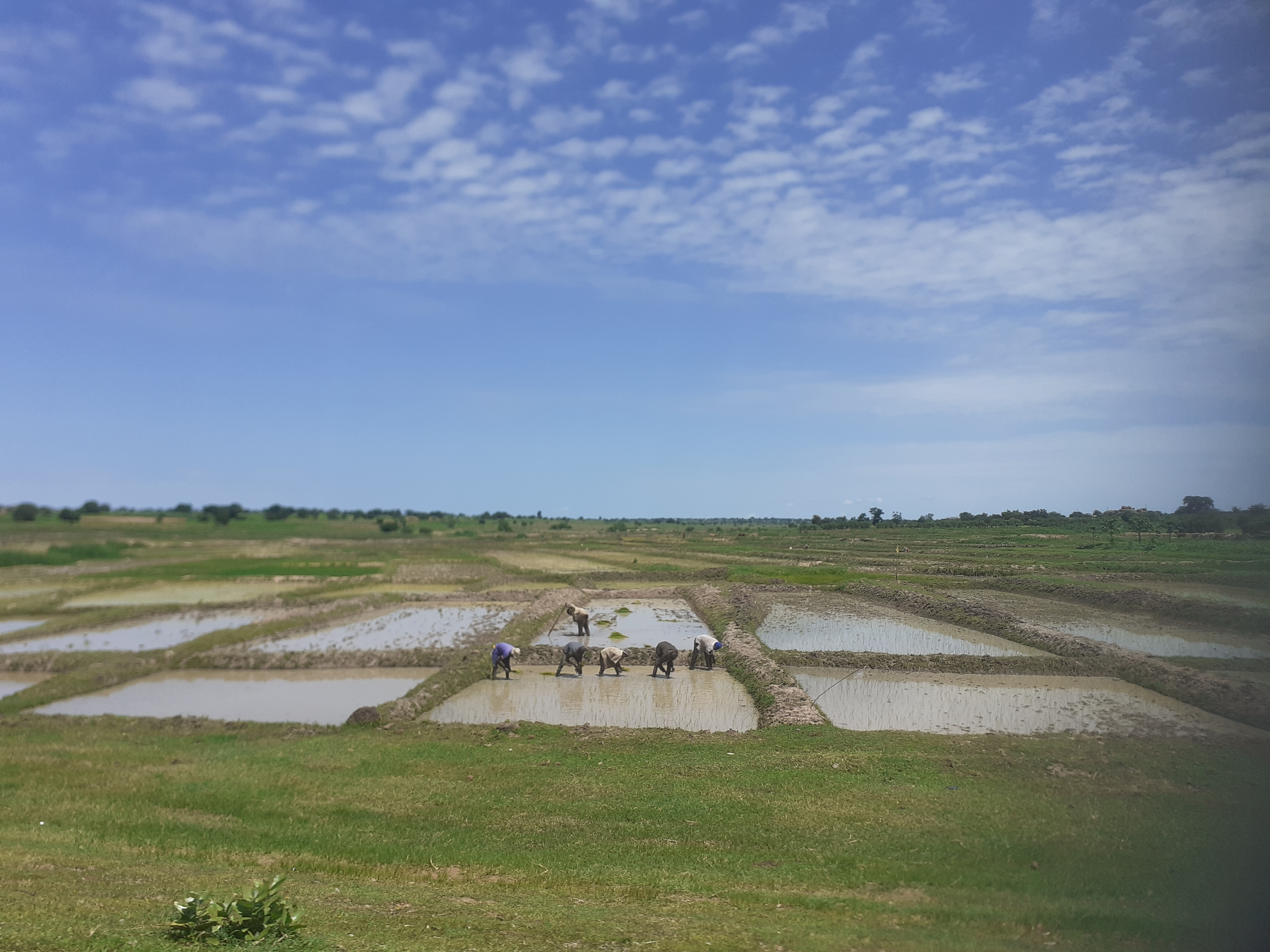
Reisanbau an der T3

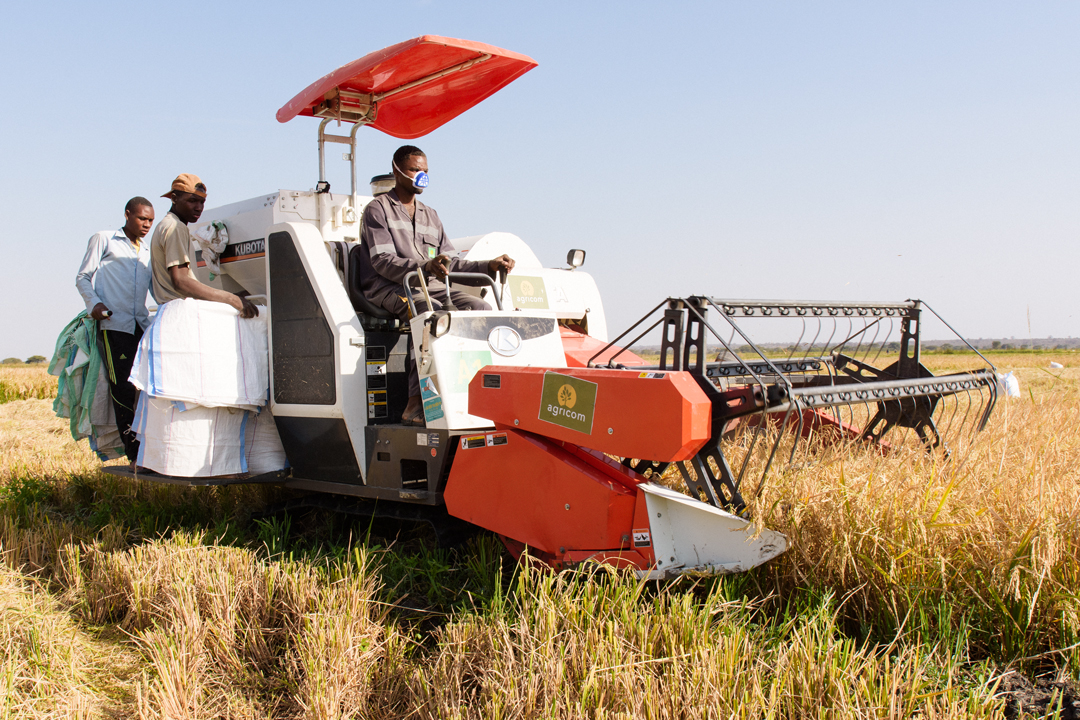
Reisernte

## Politik
In Igunga wird alle 5 Jahre ein Distriktrat (District council) gewählt. Bei der Wahl im Jahr 2019 wurde Peter Onesmo Maloda Vorsitzender.[veraltet]

## Sonstiges
- Klimawandel: Von 2016 bis 2019 förderte die Europäische Union das Projekt „integrierte Ansätze zur Anpassung an den Klimawandel“ in Igungu mit 1,6 Millionen Euro. Ziele der einzelnen Projekte waren die Verbesserung der ökologischen Nachhaltigkeit und die Erhöhung der Ernährungssicherheit.[16][17]